# Celera Barnes
Celera Barnes (Ventura, 2 dicembre 1998) è una velocista statunitense.

## Progressione

### 100 metri piani
| Stagione | Misura | Luogo        | Data      | Rank. Mond. |
| -------- | ------ | ------------ | --------- | ----------- |
| 2023     | 11"01  | Devonshire   | 21-5-2023 |             |
| 2022     | 10"94  | Eugene       | 24-6-2022 |             |
| 2021     | 11"25  | Jacksonville | 29-5-2021 |             |
| 2019     | 11"35  | Jacksonville | 24-5-2019 |             |
| 2018     | 11"16  | Tampa        | 25-5-2018 |             |
| 2016     | 11"41  | Clovis       | 24-6-2016 |             |
| 2015     | 11"60  | Shoreline    | 20-6-2015 |             |
| 2014     | 12"36  | Carpinteria  | 17-5-2014 |             |

### 60 metri piani indoor
| Stagione | Misura  | Luogo       | Data      | Rank. Mond. |
| -------- | ------- | ----------- | --------- | ----------- |
| 2024     | 7"09(i) | Albuquerque | 17-2-2024 |             |
| 2023     | 7"13(i) | Albuquerque | 18-2-2023 |             |
| 2020     | 7"18(i) | Clemson     | 14-2-2020 |             |
| 2019     | 7"27(i) | Lexington   | 6-12-2019 |             |
| 2018     | 7"25(i) | Clemson     | 9-2-2018  |             |
| 2017     | 7"34(i) | Albuquerque | 11-2-2017 |             |
| 2016     | 7"33(i) | New York    | 13-3-2016 |             |

## Palmarès
| Anno | Manifestazione   | Sede     | Evento      | Risultato  | Prestazione | Note                  |
| ---- | ---------------- | -------- | ----------- | ---------- | ----------- | --------------------- |
| 2022 | Campionati NACAC | Freeport | 100 m piani | Argento    | 11"10       | [ 1 ]                 |
| 2022 | Campionati NACAC | Freeport | 4x100 m     | Oro        | 42"35       |                       |
| 2024 | Mondiali indoor  | Glasgow  | 60 m piani  | Semifinale | 7"14        | [ 2 ]                 |
| 2024 | World Relays     | Nassau   | 4x100 m     | Oro        | 41"85       | Record dei campionati |